# Bridgetown
Bridgetown je hlavní a největší město Barbadosu. Počet obyvatel je 96 578 (2006). Leží na pobřeží v jihozápadní části ostrova. Bylo založeno v roce 1628 jako Indian Bridge. Mnohokrát bylo poničeno požáry a hurikány.

## Turismus
Město je celoročně vyhledávaným cílem turisty z celého světa pro teplé klima (průměrná teplota v lednu 28 °C, v červenci 31 °C) a příjemné pláže. Největší koncentrace památek na Náměstí Národních hrdinů (dříve Traffalgarské náměstí). Od června 2011 je město zapsáno na seznam světového dědictví UNESCO.
V přístavu jsou odbavovány osobní lodě, včetně těch největších společnosti Royal Caribbean International, ale také nákladní používané k dopravě tropických plodin.

## Rodáci
- Rihanna, celým jménem Robyn Rihanna Fenty (* 1988), barbadosko-americká zpěvačka, držitelka devíti cen Grammy